# Vas István (pedagógus)
Vas István (Budapest, 1935. február 24. – Szigetvár, 2016. november 1.) magyar pedagógus, atlétikai edző, helytörténész, Szigetvár múltjának ismert kutatója, filatelista.

## Élete
Édesapja gépészmérnök, édesanyja háztartásbeli volt. A család 1939-ben Bajára, Vas István édesapjának szülővárosába költözött. Itt járt iskolába: az elemit a Bajai Tanítóképző Intézet gyakorlóiskolájában végezte el, majd pedig a ciszterci rend III. Béla Gimnáziumában folytatta tanulmányait, ám közben megtörtént az iskolák államosítása, őt magát pedig osztályidegennek minősítve az első évfolyam végén eltávolították. A következő osztályokat így a bajai Tanítóképző Intézetben járja ki, kitűnő eredménnyel végezvén, majd pedig 1953-ban – szintén kitűnő minősítéssel – leérettségizvén. 
Bár jeles tanulmányi eredményei voltak, valamint országos középiskolai versenyeken is komoly helyezéseket ért el, férőhelyhiányra hivatkozva nem vették fel sem az Eötvös Loránd Tudományegyetemre, sem pedig a szegedi egyetemre. Mint politikai megbélyegezett végül kénytelen volt éveket várni rá, hogy az egyetemi tanulmányait megkezdhesse (felvételi kérelmét négy alkalommal utasították el). Mindeközben a Nemesnádudvari Általános Iskolában töltötte le "gyakorló évét", majd pedig 1954-ben – ugyancsak kitűnő eredménnyel – tanítói végzettséget szerzett. Baját azonban, mivelhogy állásra nem számíthatott, el kellett hagynia. Ekkor költözött Baranyába: 1958-ig Bogádmindszenten volt tanító.
1956 után újra megpróbálkozott az egyetemi jelentkezéssel, s végül 1957-ben fel is vették az ELTE levelező tagozatára, amelyet színjeles eredménnyel (vörös diploma) végzett el. Közben megnősült: felesége Ternesz Magdolna lett, aki szintén Bajáról való volt. Bogádmindszent után Vajszlón tanított 1962-ig, mikor is Sellyére, az éppen akkor szerveződő Sellyei Általános Gimnáziumhoz helyezték át. A szervezési munkákban maga is tevékenyen részt vett. 1964-től igazgatóhelyettese lett a gimnáziumi résznek, amely akkor még közös vezetés alatt állt az általános iskolával. 1966-ban a gimnázium végül önállóvá vált, ő pedig az intézmény igazgatója lett. 1970-ben Szigetvárra került, s mintegy huszonhét éven át a Zrínyi Miklós Gimnázium vezetője volt. Innen vonult el nyugdíjba 1997-ben. 
2016. november 1-jén elhunyt. Szigetváron, a Turbéki temető díszparcellájában helyezték örök nyugalomra 2016. november 10-én. 

## Közéleti tevékenysége
Tanári és igazgatói munkája mellett aktív szerepet vállalt a helyi köz- és sportéletben is. Vezetője volt a szigetvári gimnázium atlétikai szakosztályának, edzősége alatt tanítványai nyolc országos bajnokságot nyertek serdülő és ifjúsági korosztályban. Sellyén és Szigetváron is irodalmi színpadot vezetett. Utóbbi lakhelyén aktívan bekapcsolódott a helytörténet-kutatásba: a gazdag múltú kisváros egyik meghatározó helytörténésze lett, aki rendszeresen publikál szigetvári, Baranya és Somogy megyei vonatkozású írásokat, tanulmányokat. A település múltját feldolgozó, 2006-ban kiadott monográfiához több fejezetet is írt, emellett önálló kötetek is megjelentek tőle. Mindezek mellett irodalomtörténeti és pedagógiai publikáció is vannak. Kedvelt hobbija a bélyeggyűjtés, e téren számos elnyert díjjal nemzetközi hírnévre is szert tett. Filatelistaként szakcikkeket, valamint egy kézikönyvet is jegyez.   
Pedagógiai munkáját, továbbá a kulturális életében való több évtizednyi tevékenységét több kitüntetéssel, illetve egy díszpolgári címmel is elismerték.  

## Művei, írásai (válogatás)

### Történelem, helytörténet-kutatás
- A szigetvári Zrínyi Miklós Gimnázium története. In: A szigetvári Zrínyi Miklós Gimnázium jubileumi kiadványa (1952/53-1977/78). Magánkiadás, 1979. (ISBN 9630120100) 7-12. o.
- Adalékok az Országos Védegylet Szigetvári Osztályának történetéhez. In: Uo. 33-39. o.
- Adalékok Sziget mezőváros XVI. századi fejlődéséhez. In: Jáger Márta (szerk.): Zselici dolgozatok V. Somogy Megyei Múzeumok Igazgatósága, 1981. 99-103. o.
- Szigetvár vonzáskörzetének történeti alakulása a XIX-XX. században. MTA Dél-dunántúli Tudományos Intézete, 1981
- Szigetvár és Kossuth Lajos történelmi kapcsolatai. In: A szigetvári Zrínyi Miklós Gimnázium, Szakközépiskola, Szakmunkásképző Intézet és Kollégium jubileumi kiadványa. Magánkiadás, 2002
- A szigetvári polgári iskola története. Szigetvári Várbaráti Kör, 2002
- Szigetvár ostroma 1566-ban. Szigetvári Várbaráti Kör, 2004
- Baranya várvédő hősei. In: Honismeret 33/3, 2005. 78-84. o.
- A Tinódi lantos Sebestyén Általános Iskola 100 éve. In: Ravazdi László (szerk.): A Tinódi Lantos Sebestyén Általános Iskola jubileumi emlékkönyve, 2006. Szigetvári Közösségi Iskola Alapítvány, 2006
- Szigetvár az 1848/49-es polgári forradalom és szabadságharc időszakában. In: Bősze Sándor – Ravazdi László – Szita László (szerk.): Szigetvár története. Tanulmányok a város múltjából. Szigetvár Város Önkormányzata / Szigetvári Várbaráti Kör, 2006 (ISBN 9630607263) 211-217. o.
- Szigetvár 1966-2002. In: Uo. 413-432. o.
- A 18-20. századi oktatás története. In: Uo. 469-484. o.
- A település sporttörténete. In: Uo. 485-496. o.
- Szigetvár visszafoglalása a töröktől. Szigetvári Várbaráti Kör, 2008
- Szigetvár ostroma 1556-ban. Szigetvári Várbaráti Kör, 2015 (ISBN 9789638966957)
- Szigetvár hőskora. Szigetvári Várbaráti Kör, 2016 (ISBN 9789638966964)

### Filatélia
- Újabbkori bélyegeink fogazatváltozatai Archiválva 2016. április 27-i dátummal a Wayback Machine-ben. In: Philatelica 16/1, 1986. 17-22. o.
- A magyar bélyegek nyomási rendellenességei. In: Bélyegvilág 53/7-8, 2000. 13-16. o.
- A bélyeggyűjtés kézikönyve. Útmutató a Magyar Bélyeggyűjtők Országos Szövetsége bélyeggyűjtő köreinek vezetői részére. Mabéosz, 2004.

### Egyéb publikációk
- Vázlatok az Ady-kérdés történetéhez. ELTE-füzetek, 1963

## Díjai, kitüntetései (válogatás)
- A Haza Szolgálatáért Érdemérem (ezüst fokozat: 1974; arany fokozat: 1981)
- Baranya megye Közoktatási Díja (1982)
- Honvédelmi Érdemérem (arany fokozat, 1986)
- Baranya megye Önkormányzata Elnöki Díja (1996)
- Magyar Arany Érdemkereszt (1997)
- Szigetvár Város Díszpolgára (1998)
- A Szigetvári Várbaráti Kör kitüntető díja (1999)